# Wirone di Roerdalen
Wirone di Roerdalen, o Wiro, Viro (Irlanda, VII secolo – Sint Odiliënberg, 700), è stato un vescovo e missionario irlandese.

## Agiografia
Wirone era originario dell'Irlanda (o della Scozia, secondo alcuni) dove divenne vescovo; verso la fine del VII secolo partì come missionario per la Bassa Mosa (Paesi Bassi), insieme al vescovo Plechelmo e al diacono Odgero, per evangelizzare i Frisoni. Pipino di Herstal, maggiordomo d'Austrasia, donò loro una terra, chiamata Petersberg (Mons Sancti Petri), presso Roermond, nella provincia di Overijssel, dove i tre missionari fondarono un monastero chiamato poi Sint Odiliënberg (695-700). I tre missionari condussero nel monastero una vita esemplare ed apostolica fra le popolazioni ancora non cristiane.
Wirone morì verso il 700, Odgero e Plechelmo nel 713.

## Culto
Wirone fu venerato come santo subito dopo la morte, insieme ai due compagni di missione, Plechelmo e Odgero. I pellegrinaggi alla tomba di Sint Odiliënberg furono frequenti specie nel Medioevo e continuano tuttora.
Le reliquie dei tre santi scomparvero ai tempi della Riforma Protestante e furono ritrovate solo nel 1594; la testa di san Wirone, già nel Medioevo, era stata portata ad Utrecht. Nel Medioevo Wirone fu patrono della diocesi di Utrecht, dal 1599 patrono di tutte le diocesi d'Olanda e oggi ancora è il patrono di varie chiese e della diocesi di Roermond.
A Roermond da tempi antichi si celebra l'11 maggio, mentre il Martirologio Romano lo ricorda l'8 maggio: A Roermond sulla Mosa nel Brabante in Austrasia, nel territorio dell'odierna Olanda, san Viro, che insieme ai suoi compagni Plechelmo e Odgero si ritiene si sia adoperato per l'evangelizzazione di questa regione.